# Ringo Starr and His All Starr Band Volume 2: Live from Montreux
Ringo Starr and His All Starr Band Volume 2: Live from Montreux è il tredicesimo album solista di Ringo Starr (il secondo live), inciso insieme alla sua All Starr-Band, uscito il 14 settembre 1993 su etichetta Rykodisc.
Secondo album live per Ringo Starr e la sua All-Starr Band, che questa volta comprende:
Joe Walsh, Timothy B. Schmidt, Dave Edmunds, Todd Rundgren, Nils Lofgren, Burton Cummings, Tim Cappello e Zak Starkey.
Registrato il 13 luglio 1992 al Montreux Jazz Festival, in Svizzera.
Tutte le tracce, tranne Yellow Submarine, Boys e With a Little Help from My Friends, sono incluse nella compilation The Anthology...So Far.

## Tracce
1. The Really Serious Introduction (Quincy Jones e Ringo Starr) - 2:00
2. I'm the Greatest (Ringo Starr) - 3:29
3. Don't Go Where the Road Don't Go (Ringo Starr) - 4:28
4. Yellow Submarine (Ringo Starr) - 4:11
5. Desperado (Joe Walsh) - 2:58
6. I Can't Tell You Why (Timothy B. Schmit) - 5:10
7. Girls Talk (Dave Edmunds) - 3:30
8. Weight of the World (Ringo Starr) - 3:36
9. Bang the Drum All Day (Todd Rundgren) - 3:34
10. Walking Nerve (Nils Lofgren) - 4:28
11. Black Maria (Todd Rundgren) - 5:31
12. In the City (Joe Walsh) - 4:56
13. American Woman (Burton Cummings) - 5:59
14. Boys (Ringo Starr) - 3:51
15. With a Little Help from My Friends (Ringo Starr) - 7:08